# Dekanat Wojsk Lądowych
Dekanat Wojsk Lądowych – dekanat Ordynariatu Polowego Wojska Polskiego.

## Parafie
W skład dekanatu wchodzi 37 parafii:
- parafia wojskowa św. Jana XXIII Papieża – Bartoszyce
- parafia wojskowa św. Brata Alberta Chmielowskiego – Bemowo Piskie
- parafia cywilno-wojskowa św. Wojciecha – Braniewo
- parafia wojskowa Zmartwychwstania Pańskiego – Brzeg
- parafia cywilno-wojskowa św. Kazimierza – Chełm
- parafia wojskowa Matki Bożej Częstochowskiej – Chełmno
- parafia cywilno-wojskowa Ducha Świętego Pocieszyciela – Giżycko
- parafia wojskowa św. Barbary i św. Maurycego – Inowrocław
- parafia cywilno-wojskowa Niepokalanego Poczęcia Najświętszej Maryi Panny – Lublin
- parafia wojskowa Ducha Świętego – Międzyrzecz
- parafia wojskowa Dobrego Pasterza – Nowa Dęba
- parafia wojskowa Ducha Świętego – Oleszno
- parafia wojskowa św. Kazimierza – Orzysz
- parafia wojskowa Matki Bożej Królowej Polski – Przemyśl
- parafia cywilno-wojskowa Matki Bożej Królowej Polski – Rzeszów
- parafia wojskowa Najświętszego Imienia Maryi - Sulechów
- parafia wojskowa św. Jana Sarkandra i św. Stanisława Kostki – Szczecin
- parafia wojskowa św. Wojciecha – Szczecin
- parafia wojskowa św. Floriana – Świętoszów
- parafia wojskowa św. Katarzyny – Toruń
- parafia wojskowa św. Sebastiana – Wędrzyn
- parafia wojskowa św. Barbary – Węgorzewo
- parafia wojskowa św. Jana Bożego – Zamość
- parafia wojskowa św. Augustyna – Złocieniec
- parafia wojskowa Matki Bożej Hetmanki Żołnierza Polskiego – Żagań